# Mangartsko sedlo
Mángartsko sêdlo ali Mángartski prelàz je gorsko sedlo v Julijskih Alpah v severozahodni Sloveniji z nadmorsko višino 2.072 m. Je najpogostejša izhodiščna točka za vzpon na Mangart (2.679 m). Mangartska cesta, ki vodi čez Mangartsko sedlo in doseže 2.055 nmn, je najvišje ležeča cesta v Sloveniji. Zgrajena je bila leta 1938. Mangartski prelaz ponuja slikovit razgled na dolino Koritnice v Sloveniji na jugu in Belopeška jezera v Italiji na severu. Koča na Mangartskem sedlu leži pod sedlom. Sedlo je bilo kulisa filma Gremo mi po svoje. Mangartsko sedlo je znano tudi kot najdišče manganovih nodulov iz obdobja zgodnje jure.